# Pichangatti
Pichangatti é uma faca de lâmina larga utilizada pelos povos kodavas, em Karnataka, na Índia. A principal característica desta arma é a alça prateada com ponta em forma do bulbo de cabeça de papagaio. A pichangatti apresenta, em sua composição, um vestido tradicional masculino dos kodavas.

## Origem

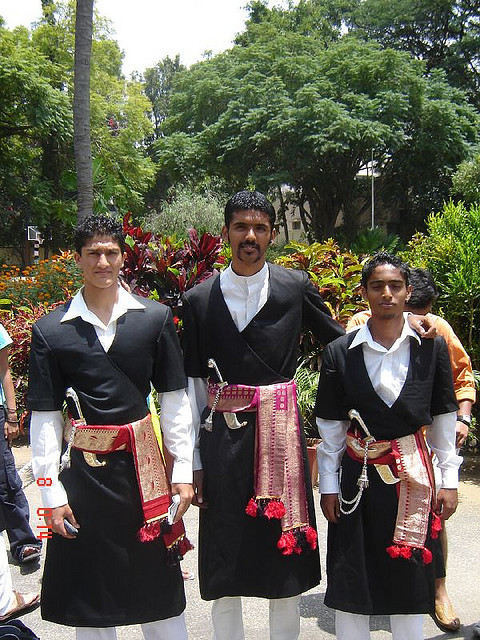
Povos kodavas portando a arma pichangatti.

A nomenclatura pichangatti é equivalente a faca de mão em língua tâmil. A arma pertence aos povos kodavas, originários da região de Kodagu, no sudoeste da Índia, que agora é o estado de Karnataka. Os kodavas residiram na área por mais de dois milênios e, durante o período colonial, a região foi nomeada como Coorg, referindo-se à condição geográfica montanhosa da região. 
Os kodavas eram conhecidos como guerreiros ferozes. Para proteger sua soberania, participaram de inúmeras batalhas contra vizinhos e, mais tarde, contra o Império Britânico em 1834. Em resposta a um revolta perto do distrito de Malappuram, os britânicos puniram a região ao confiscar a maioria das armas dos povos kodavas, incluindo a pichangatti. Registriu-se que 17.295 armas, das quais 7.503 armas de fogo foram confiscadas pela administração da colônia britânica. A maioria dos armamentos foram despejados no mar, apesar de muitos deles estarem em exposição no Museu de Madras, em Chennai.

## Forma
As armas pichangatti têm lâmina larga, punho circular e possuem uma largura de aproximadamente 18 centímetros. O punho e a bainha são abundantemente decorados com latão, prata, ouro em bom estilo. Anexada à bainha, encontra-se uma corrente de latão ou prata, carregando pinças e limpadores corporais para ouvido, unhas e outros. A faca é sempre carregada na frente do cinto, juntamente com a arma ayda katti. Provavelmente, uma das características que distinguem a pichangatti das demais armas laminares é o pomo em forma de cabeça de papagaio. Muitas vezes, os olhos do papagaio são esculpidos em tom rubi e sem cortes. O punho, por sua vez, é embutido com prata ou feito completamente de marfim.
A bainha é feita de madeira de ébano, com montagem de prata ou bronze. Nos dias atuais, a utilização da pichangatti não é focada em conflitos, mas apenas como faca de bolso.